# Polisto (wieś)
Polisto (ros. Полисто) – wieś (ros. деревня, trb. dieriewnia) w zachodniej Rosji, w osiedlu wiejskim Polistowskoje rejonu bieżanickiego w obwodzie pskowskim.

## Geografia
Miejscowość położona jest nad jeziorem Polisto, 23 km od centrum administracyjnego osiedla wiejskiego (Krasnyj Łucz), 39 km od centrum administracyjnego rejonu (Bieżanice), 144 km od stolicy obwodu (Psków).

## Demografia
W 2020 r. miejscowość nie posiadała mieszkańców.